# Tour de France 2022/19. Etappe
Die 19. Etappe der Tour de France 2022 fand am 22. Juli 2022 statt und führte die Fahrer aus den Pyrenäen ins Département Lot. Nach dem Start in Castelnau-Magnoac standen 188,3 Kilometer auf dem Programm, ehe das Ziel in Cahors erreicht wurde. Nach der Zielankunft haben die Fahrer insgesamt 3190,5 Kilometer absolviert, was 95,3 % der Gesamtdistanz der 109. Austragung des französischen Etappenrennens entsprach.

## Streckenführung
Der neutralisierte Start erfolgte in Castelnau-Magnoac auf der Rue de la Tour nahe dem Lac du Magnoac. Anschließend verließen die Fahrer den Startort in Richtung Norden.
Der offizielle Start erfolgte nach 2,3 Kilometern auf der D929. Anschließend folgte die Strecke dem Gers stromabwärts und führte dabei durch Masseube, Seissan und Pavie. Nach 38,4 Kilometern erreichten die Fahrer Auch, wo ein Zwischensprint ausgefahren wurde. Auf dem weiteren Weg in Richtung Norden gelangten die Fahrer nach Fleurance, wo sie auf eine Nebenstraße abbogen, die für rund 40 Kilometer über hügeliges Terrain führte. Bergwertungen wurden in diesem Streckenabschnitt jedoch keine abgenommen. Bei Valence überquerte die Strecke die Garonne und folgt anschließend der Barguelonne bis nach Lauzerte (235 m), wo nach 135,7 Kilometern eine Bergwertung der 4. Kategorie auf dem Programm stand. Der Anstieg, Côte de la cité médiévale de Lauzerte, führte in das enge Zentrum der Ortschaft und wies auf einer Länge von zwei Kilometern eine durchschnittliche Steigung von 6,2 % auf. Rund 15 Kilometer später wurde mit der Côte de Saint-Daunès (267 m) eine weitere Bergwertung der 4. Kategorie abgenommen, die 35,7 Kilometer vor dem Ziel lag. Es folgte ein kurzes Plateau, ehe die Fahrer bei Sauzet hinab zum Südufer des Lot gelangten. Diesem folgten sie für die letzten 20 Kilometer nach Cahors und durchfuhren dabei Douelle und Pradines. Im Finale überquerten die Fahrer den Lot über die die Brücke Pont Stéphane Hessel und fuhren anschließend bis zum Parc Philippe Gaubert, wo sie links auf den Boulevard Léon Gambetta einbogen, auf dem sich das Ziel neben dem Parkplatz Charles de Gaulle befindet.
|                            | Ort                                   | Kilometer | Länge (km) | Höhe (m) | Ø Steigung |
| -------------------------- | ------------------------------------- | --------- | ---------- | -------- | ---------- |
| neutralisierter Start      | Castelnau-Magnoac (Rue de la Tour)    | 0-2,3     |            |          |            |
| offizieller Start          | Castelnau-Magnoac (D929)              | 0         |            |          |            |
| Zwischensprint             | Auch                                  | 038,4     |            |          |            |
| Bergwertung (4. Kategorie) | Côte de la cité médiévale de Lauzerte | 135,7     | 2,0        | 235      | 6,2 %      |
| Bergwertung (4. Kategorie) | Côte de Saint-Daunès                  | 152,6     | 1,6        | 267      | 6,3 %      |
| Ziel                       | Cahors                                | 188,3     |            |          |            |

## Rennverlauf
Mit Enric Mas (Movistar) ging der gesamtelfte aufgrund eines positiven COVID-19 Tests nicht an den Start der Etappe. Kurz nach dem Start setzte sich mit Matej Mohorič (Bahrain Victorious), Nils Politt (Bora-hansgrohe), Mikkel Frølich Honoré (Quick-Step Alpha Vinyl), Taco van der Hoorn (Intermarché-Wanty-Gobert Matériaux) und Quinn Simmons (Trek-Segafredo) eine starke Ausreißergruppe ab. Das Quintett passierte den Zwischensprint, ehe Mikkel Frølich Honoré rund 125 Kilometer Angriff, was dazu führte, dass Nils Politt abgehängt wurde. Der Vorsprung der Spitzengruppe blieb stets bei rund einer Minute und so wurde rund 35 Kilometer vor dem Ziel der letzte Ausreißer eingeholt. Die Bergwertungen der 4. Kategorie sicherten sich zuvor Matej Mohorič und Quinn Simmons.
Nachdem die Ausreißergruppe eingeholt wurde, stieg die Nervosität im Hauptfeld und es kam zu mehreren Angriffen. Sogar der gesamtzweite, Tadej Pogačar (UAE Team Emirates), versuchte sich rund 33 Kilometer vor dem Ziel mit einer Gruppe abzusetzen. Wout van Aert (Jumbo-Visma) folgte dem Slowenen jedoch und parierte so die Attacke. Schließlich setzten sich mit Jasper Stuyven (Trek-Segafredo), Fred Wright (Bahrain Victorious) und Alexis Gougeard (B&B Hotels-KTM) drei Fahrer vom Peloton ab. Das Trio arbeitete gut zusammen und fuhr einen Vorsprung von rund 30 Sekunden heraus. Unterdessen blieb die Situation im Hauptfeld weiter unübersichtlich und die Sprinter-Mannschaften schafften es nicht sich zu formieren. Dies nutzte der Franzose Christophe Laporte (Jumbo-Visma), der sich rund eineinhalb Kilometer vor dem Ziel vom Peloton löste und allein die verbliebene Lücke zu der Spitzengruppe schloss. Rund 500 Meter vor dem Ziel trat Christophe Laporte erneut an und sorgte für den ersten französischen Etappensieg bei der 109. Austragung der Tour de France. Dahinter folgte das Hauptfeld mit einem Rückstand von einer Sekunde. Im Sprint um die weiteren Positionen setzte sich Jasper Philipsen (Alpecin-Deceuninck) vor Alberto Dainese (DSM) durch. In der Gesamtwertung sowie in den Sonderwertungen kam es zu keinen nennenswerten Veränderungen. Alle 138 gestarteten Fahrer erreichten das Ziel der Etappe.

## Ergebnis
| \| Etappenergebnis \| Etappenergebnis \| Etappenergebnis \| Etappenergebnis \| Etappenergebnis \| \| Fahrer \| Fahrer \| Land \| Team \| Zeit \| \| --------------- \| ------------------ \| --------------- \| ---------------------- \| --------------- \| \| 1. \| Christophe Laporte \| Frankreich \| Jumbo-Visma \| 3 h 52 min 04 s \| \| 2. \| Jasper Philipsen \| Belgien \| Alpecin-Deceuninck \| + 1 s \| \| 3. \| Alberto Dainese \| Italien \| Team DSM \| + 1 s \| \| 4. \| Florian Sénéchal \| Frankreich \| Quick-Step Alpha Vinyl \| + 1 s \| \| 5. \| Tadej Pogačar \| Slowenien \| UAE Team Emirates \| + 1 s \| \| 6. \| Amaury Capiot \| Belgien \| Arkéa-Samsic \| + 1 s \| \| 7. \| Dylan Groenewegen \| Niederlande \| BikeExchange-Jayco \| + 1 s \| \| 8. \| Hugo Hofstetter \| Frankreich \| Arkéa-Samsic \| + 1 s \| \| 9. \| Luka Mezgec \| Slowenien \| BikeExchange-Jayco \| + 1 s \| \| 10. \| Caleb Ewan \| Australien \| Lotto-Soudal \| + 1 s \| |                    |             |                        |                 |
| |                    |             |                        |                 |
| Quelle: ProCyclingStats |                    |             |                        |                 |
| Etappenergebnis |                    |             |                        |                 |
| Fahrer | Fahrer             | Land        | Team                   | Zeit            |
| 1. | Christophe Laporte | Frankreich  | Jumbo-Visma            | 3 h 52 min 04 s |
| 2. | Jasper Philipsen   | Belgien     | Alpecin-Deceuninck     | + 1 s           |
| 3. | Alberto Dainese    | Italien     | Team DSM               | + 1 s           |
| 4. | Florian Sénéchal   | Frankreich  | Quick-Step Alpha Vinyl | + 1 s           |
| 5. | Tadej Pogačar      | Slowenien   | UAE Team Emirates      | + 1 s           |
| 6. | Amaury Capiot      | Belgien     | Arkéa-Samsic           | + 1 s           |
| 7. | Dylan Groenewegen  | Niederlande | BikeExchange-Jayco     | + 1 s           |
| 8. | Hugo Hofstetter    | Frankreich  | Arkéa-Samsic           | + 1 s           |
| 9. | Luka Mezgec        | Slowenien   | BikeExchange-Jayco     | + 1 s           |
| 10. | Caleb Ewan         | Australien  | Lotto-Soudal           | + 1 s           |

## Gesamtstände
| \| Gesamtwertung \| Gesamtwertung \| Gesamtwertung \| Gesamtwertung \| Gesamtwertung \| \| Fahrer \| Fahrer \| Land \| Team \| Zeit \| \| ------------- \| ----------------- \| ---------------------- \| ---------------------------------- \| ---------------- \| \| 1. \| Jonas Vingegaard \| Dänemark \| Jumbo-Visma \| 75 h 45 min 44 s \| \| 2. \| Tadej Pogačar \| Slowenien \| UAE Team Emirates \| + 3 min 26 s \| \| 3. \| Geraint Thomas \| Vereinigtes Königreich \| Ineos Grenadiers \| + 8 min 00 s \| \| 4. \| David Gaudu \| Frankreich \| Groupama-FDJ \| + 11 min 05 s \| \| 5. \| Nairo Quintana \| Kolumbien \| Arkéa-Samsic \| + 13 min 35 s \| \| 6. \| Louis Meintjes \| Südarfika \| Intermarché-Wanty-Gobert Matériaux \| + 13 min 43 s \| \| 7. \| Alexander Wlassow \| Russland \| Bora-Hansgrohe \| + 14 min 10 s \| \| 8. \| Romain Bardet \| Frankreich \| Team DSM \| + 16 min 11 s \| \| 9. \| Alexei Luzenko \| Kasachstan \| Astana Qazaqstan Team \| + 20 min 24 s \| \| 10. \| Adam Yates \| Vereinigtes Königreich \| Ineos Grenadiers \| + 20 min 32 s \| |                   |                        |                                    |                  |
| |                   |                        |                                    |                  |
| Quelle: ProCyclingStats |                   |                        |                                    |                  |
| Gesamtwertung |                   |                        |                                    |                  |
| Fahrer | Fahrer            | Land                   | Team                               | Zeit             |
| 1. | Jonas Vingegaard  | Dänemark               | Jumbo-Visma                        | 75 h 45 min 44 s |
| 2. | Tadej Pogačar     | Slowenien              | UAE Team Emirates                  | + 3 min 26 s     |
| 3. | Geraint Thomas    | Vereinigtes Königreich | Ineos Grenadiers                   | + 8 min 00 s     |
| 4. | David Gaudu       | Frankreich             | Groupama-FDJ                       | + 11 min 05 s    |
| 5. | Nairo Quintana    | Kolumbien              | Arkéa-Samsic                       | + 13 min 35 s    |
| 6. | Louis Meintjes    | Südarfika              | Intermarché-Wanty-Gobert Matériaux | + 13 min 43 s    |
| 7. | Alexander Wlassow | Russland               | Bora-Hansgrohe                     | + 14 min 10 s    |
| 8. | Romain Bardet     | Frankreich             | Team DSM                           | + 16 min 11 s    |
| 9. | Alexei Luzenko    | Kasachstan             | Astana Qazaqstan Team              | + 20 min 24 s    |
| 10. | Adam Yates        | Vereinigtes Königreich | Ineos Grenadiers                   | + 20 min 32 s    |

| Punktewertung | Punktewertung      | Punktewertung | Punktewertung          | Punktewertung |
| Fahrer        | Fahrer             | Land          | Team                   | Punkte        |
| ------------- | ------------------ | ------------- | ---------------------- | ------------- |
| 1.            | Wout van Aert      | Belgien       | Jumbo-Visma            | 460 P.        |
| 2.            | Jasper Philipsen   | Belgien       | Alpecin-Deceuninck     | 236 P.        |
| 3.            | Tadej Pogačar      | Slowenien     | UAE Team Emirates      | 235 P.        |
| 4.            | Christophe Laporte | Frankreich    | Jumbo-Visma            | 171 P.        |
| 5.            | Mads Pedersen      | Dänemark      | Trek-Segafredo         | 158 P.        |
| 6.            | Fabio Jakobsen     | Niederlande   | Quick-Step Alpha Vinyl | 155 P.        |
| 7.            | Jonas Vingegaard   | Dänemark      | Jumbo-Visma            | 140 P.        |
| 8.            | Michael Matthews   | Australien    | BikeExchange-Jayco     | 133 P.        |
| 9.            | Peter Sagan        | Slowakei      | TotalEnergies          | 104 P.        |
| 10.           | Dylan Groenewegen  | Niederlande   | BikeExchange-Jayco     | 86 P.         |

| Bergwertung | Bergwertung      | Bergwertung            | Bergwertung                        | Bergwertung |
| Fahrer      | Fahrer           | Land                   | Team                               | Punkte      |
| ----------- | ---------------- | ---------------------- | ---------------------------------- | ----------- |
| 1.          | Jonas Vingegaard | Dänemark               | Jumbo-Visma                        | 72 P.       |
| 2.          | Simon Geschke    | Deutschland            | Cofidis                            | 64 P.       |
| 3.          | Giulio Ciccone   | Italien                | Trek-Segafredo                     | 61 P.       |
| 4.          | Tadej Pogačar    | Slowenien              | UAE Team Emirates                  | 61 P.       |
| 5.          | Wout van Aert    | Belgien                | Jumbo-Visma                        | 59 P.       |
| 6.          | Thibaut Pinot    | Frankreich             | Groupama-FDJ                       | 52 P.       |
| 7.          | Louis Meintjes   | Südarfika              | Intermarché-Wanty-Gobert Matériaux | 39 P.       |
| 8.          | Neilson Powless  | Vereinigte Staaten     | EF Education-EasyPost              | 37 P.       |
| 9.          | Pierre Latour    | Frankreich             | TotalEnergies                      | 35 P.       |
| 10.         | Geraint Thomas   | Vereinigtes Königreich | Ineos Grenadiers                   | 32 P.       |

| Nachwuchswertung | Nachwuchswertung   | Nachwuchswertung       | Nachwuchswertung                   | Nachwuchswertung  |
| Fahrer           | Fahrer             | Land                   | Team                               | Zeit              |
| ---------------- | ------------------ | ---------------------- | ---------------------------------- | ----------------- |
| 1.               | Tadej Pogačar      | Slowenien              | UAE Team Emirates                  | 75 h 49 min 05 s  |
| 2.               | Thomas Pidcock     | Vereinigtes Königreich | Ineos Grenadiers                   | + 51 min 26 s     |
| 3.               | Brandon McNulty    | Vereinigte Staaten     | UAE Team Emirates                  | + 1 h 22 min 39 s |
| 4.               | Matteo Jorgenson   | Vereinigte Staaten     | Movistar Team                      | + 1 h 28 min 20 s |
| 5.               | Andreas Leknessund | Norwegen               | Team DSM                           | + 1 h 52 min 19 s |
| 6.               | Michael Storer     | Australien             | Groupama-FDJ                       | + 2 h 15 min 22 s |
| 7.               | Georg Zimmermann   | Deutschland            | Intermarché-Wanty-Gobert Matériaux | + 2 h 30 min 37 s |
| 8.               | Kevin Geniets      | Luxemburg              | Groupama-FDJ                       | + 2 h 41 min 51 s |
| 9.               | Fred Wright        | Vereinigtes Königreich | Bahrain Victorious                 | + 3 h 00 min 20 s |
| 10.              | Quinn Simmons      | Vereinigte Staaten     | Trek-Segafredo                     | + 3 h 19 min 09 s |

| Mannschaftswertung | Mannschaftswertung  | Mannschaftswertung           | Mannschaftswertung |
| Team               | Team                | Land                         | Zeit               |
| ------------------ | ------------------- | ---------------------------- | ------------------ |
| 1.                 | Ineos Grenadiers    | Vereinigtes Königreich       | 227 h 39 min 23 s  |
| 2.                 | Groupama-FDJ        | Frankreich                   | + 32 min 37 s      |
| 3.                 | Jumbo-Visma         | Niederlande                  | + 42 min 16 s      |
| 4.                 | Bora-Hansgrohe      | Deutschland                  | + 1 h 45 min 33 s  |
| 5.                 | Movistar Team       | Spanien                      | + 2 h 00 min 51 s  |
| 6.                 | UAE Team Emirates   | Vereinigte Arabische Emirate | + 2 h 11 min 58 s  |
| 7.                 | Bahrain Victorious  | Bahrain                      | + 2 h 55 min 55 s  |
| 8.                 | Team DSM            | Niederlande                  | + 3 h 18 min 51 s  |
| 9.                 | Israel-Premier Tech | Israel                       | + 3 h 48 min 11 s  |
| 10.                | Arkéa-Samsic        | Frankreich                   | + 3 h 49 min 10 s  |

## Ausgeschiedene Fahrer
- Enric Mas (Movistar Team): wegen positivem Corona-Test nicht gestartet[3]